# Педраса (Іспанія)
Педраса (ісп. Pedraza) — муніципалітет в Іспанії, у складі автономної спільноти Кастилія-і-Леон, у провінції Сеговія. Населення — 473 особи (2010).
Муніципалітет розташований на відстані близько 80 км на північ від Мадрида, 33 км на північний схід від Сеговії.
На території муніципалітету розташовані такі населені пункти: (дані про населення за 2010 рік)
- Педраса: 212 осіб
- Радес-де-Абахо: 156 осіб
- Ла-Велілья: 105 осіб

## Демографія
Динаміка населення (INE ):

## Галерея зображень

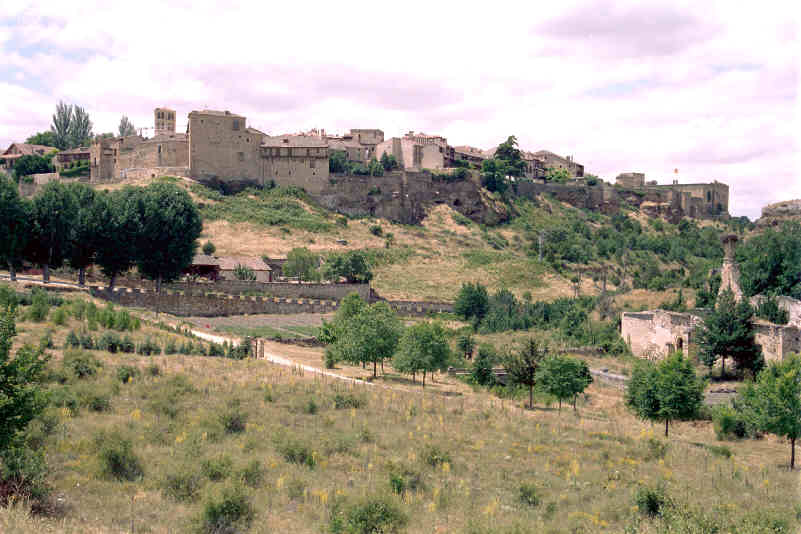
Педраса
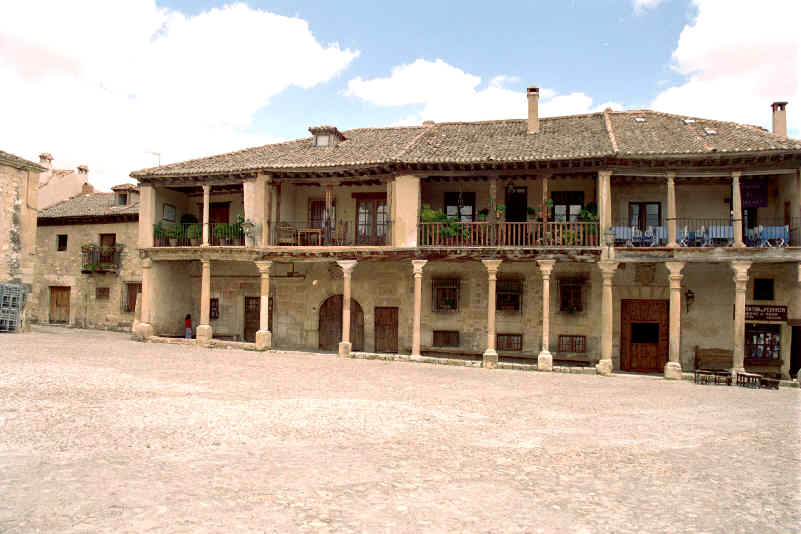
Центральна площа Педраси
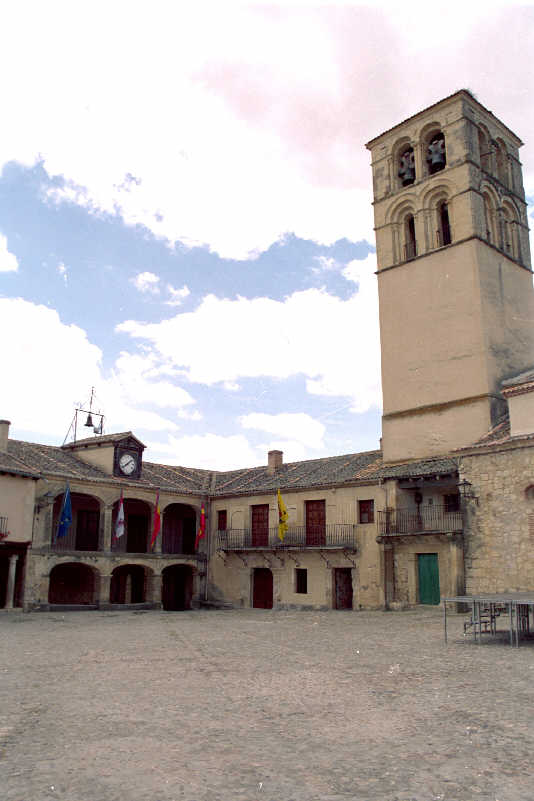
Пласа-Майор і церква Сан-Хуан-Баутіста в Педрасі